# Rental Magica
Rental Magica (レンタルマギカ Rentaru Magika?) es una serie novelas ligeras creada por Makoto Sanda, con dibujo de Pako. 
En la actualidad está en medio de la serialización en The Sneaker publicado por la revista Kadokawa Shoten. La serie fue adaptada con un anime hecho por Zexcs, fue transmitido en Japón entre el 7 de octubre de 2007 y 23 de marzo de 2008, con un total de veinticuatro episodios.

## Argumento
La trama se centra alrededor de los sucesos y aventuras del grupo de servicio mágico: Astral. Cuyo protagonista resulta ser el segundo presidente de Astral: Itsuki Iba, quien, a pesar de ser joven y sin experiencia irónicamente ni siquiera es un mago. En general la trama se enfoca en las numerosas aventuras de Astral involucrados con toda una serie de espíritus mágicos y criaturas extrañas, la rivalidad con la compañía Goetia, miembros granujas, tabúes y una misteriosa asociación llamada: Ophion, Todo esto mientras tratan de conseguir trabajos suficientes para pagar las cuentas y llenar la cuota de la Asociación y evitar su abolición. 
Cada arco argumental empieza con un incidente en el que los miembros de la Astral y sus miembros están implicados.

## Personajes

### Miembros de Astral
Itsuki Iba (伊庭 いつき Iba Itsuki?)
Seiyū: Jun Fukuyama
Es el segundo presidente más joven, su nombre real es Leo Itsuki (tiene una edad aproximada entre los 16 o 17 años) por "obligación" de la compañía Astral, después de la desaparición del antiguo jefe, fundador y padre de Itsuki. Él tiene la capacidad de la visión encantadora que le proporciona la habilidad de descifrar y discernir absolutamente todo lo que se le presente, además de dividir su personalidad, ya que mientras la personalidad predominante de Itsuki resulta ser la de un muchacho tímido, torpe, cobarde pero bastante noble. Por otra parte una vez que su ojo izquierdo queda expuesto, Itsuki se vuelve más frío, astuto y calculador, dándole irónicamente los requisitos necesarios para ser un buen líder. 
Honami Takase Ambler (穂波・高瀬・アンブラー Honami Takase Anburā?)
Seiyū: Kana Ueda
La mejor amiga de Itsuki sin embargo después del accidente él no la puede recordar.Es lo que puede llamarse una bruja, su principal arma consiste en la magia Celta, toma sus poderes de la luna. Tiene una pequeña enemistad con Adilisia(presidenta de Goetia). constantemente le recuerda a itsuki como manejar Astral.Pero en realidad se preocupa mucho por él. Siempre se mantiene cerca de Itsuki y le salva la vida , ella como Adelicia están enamoradas de Itsuki.
Ren Nekoyashiki (猫屋敷 蓮 Nekoyashiki Ren?)
Seiyū: Junichi Suwabe
Perteneció al equipo del papa de Itsuki es un especialista de Onmyoudou y en usar shikigamis, en su caso utiliza a los felinos dentro de sus batallas.Es el que ha pertenecido más tiempo en Astral.Es un poco avaro pero desea que itsuki se convierta en un gran presidente para la compañía.
Mikan Katsuragi (葛城 みかん Katsuragi Mikan?)
Seiyū: Rie Kugimiya
Especialista Shinto. Es la más pequeña del equipo y siente un gran afecto por Itsuki quien realmente la consiente demasiado.A pesar de todo lleva a cabo unas grandiosas purificaciones. Se esfuerza mucho para ayudar a las demás personas.
Manami Kuroha (黒羽 まなみ Kuroha Manami?)
Seiyū: Shizuka Ito
Ella es un fantasma, conoció a Itsuki cuando él estaba recuperándose en un hospital y después es invitada a formar parte de la firma de Astral como aprendiz. Cuida de Itsuki y suele acompañarlo a algunas misiones.

### Sociedad Mágica Goetia
Adelicia Lenn Mathers (アディリシア・レン・メイザース Adirishia Ren Meizāsu?)
Seiyu: Mikako Takahashi
Líder heredera de la prestigiada sociedad mágica Goetia y descendiente del rey Salomón. Adelicia práctica la Magica de Salomón y es capaz de convocar a los demonios del Ars Goetia. La personalidad de Adelicia se refleja en los demonios que convoca, siendo la mayoría de ellos demonios salvajes e icorregibles. Adelicia es muy competitiva, ambiciosa y una eterna rival de Honami, ambas compitieron por el "cuadro de honor" en la Academia en Inglaterra aunque prefirió aferrarse al liderazgo de Goetia en medio de la desaparición de su padre, Oswald Lenn Mathers. Adelicia es la líder más joven de toda la historia de Goetia, algo que ha causado problemas con otra compañía mágica conocida como la asociación.
Adelicia también está enamorada del segundo Presidente de Astral, y al igual que Honami es la primera de ellas en criticar a Itsuki por su incapacidad. En particular, Adelicia no tiene ninguna habilidad culinaria.
Con la ayuda de Astral, Adelicia fue capaz de suprimir la evidencia de un Taboo cometido por el líder anterior de Goetia. Durante el incidente con el Alquimista se convirtió en la principal accionista, ganando 20% de las operaciones del Astral, además de volverse la mano derecha de Astral. Siendo probablemente su principal motivación estar al lado de Itsuki y probarle a Honami su destreza tenacidad. 
- La familia  Mathers probable deba su nombre a  Samuel Liddell MacGregor Mathers, que tradujo varios textos 'mágicos' (incluyendo la llave de Salomón) al inglés.

Daphne (ダフネ Dafune?)
Seiyu: Yuko Kaida
Una leal aprendiz  de Goetia y responsable del mantenimiento en la mansión Mathers en la ciudad de Furube. Adelicia se refiere a ella como la criada principal pero Daphne prefiere el título de mayordomo. Se convierte más tarde en la segunda líder de Goetia. Daphne es capaz de manipular la Magia de Salomón y la magia Rune. 
Su verdadera identidad es la de la hermana mayor de  Adelicia (hermanastras para ser preciso). Durante su juventud se hospedó en la residencia Mathers donde demostró tener el mismo cabello rubio y ojos verdes de Adelicia, pero al descubrir su gran parecido con el de su hermanastra utiliza la coloración como un sacrificio a los demonios de Salomón; Daphne eligió una cabellera de color Marfil y ojos anaranjados para continuar sirviendo a Goetia como protectora de Adelicia y así ocultar su identidad como hermanastra de la líder de la mima. Su interés romántico es Sekiren, de quien se enamoró cuando ambos investigaban un tabú.

## Contenido de la obra

### Manga
- Rental Magica
  - Comic:Akiho Narimiya

1. Mayo de 2007, ISBN 978-4-04-925044-2
2. Octubre de 2007, ISBN 978-4-04-925052-7
3. Abril de 2008, ISBN 978-4-04-925059-6
4. Enero de 2009, ISBN 978-4-04-925066-4
5. Agosto de 2009, ISBN 978-4-04-925069-5

- Rental Magica from SOLOMON
  - Comic:MAKOTO 2gou

1. Octubre de 2007, ISBN 978-4-04-713978-7
2. Abril de 2008, ISBN 978-4-04-715051-5

### Anime
La serie anime se muestra fuera del orden cronológico, lo que significa que el primer episodio cronológicamente hablando ocurre en otra ocasión conforme la serie avanza. Este estilo es bastante similar al que se mostró en Suzumiya Haruhi no Yūutsu, aunque no es declarado como tal en los repasos de los siguientes episodios. El anime utiliza cuatro piezas de temas musicales; dos temas de entrada y dos temas finales. El primer tema de entrada es "Sora ni Saku" ( 宇宙に咲く?) por Lisa Komine y el segundo tema de es "Faith" por la misma artista. El primer tema final es "Aruite Ikou" ( 歩いていこう。?) por Jungo Yoshida y el segundo tema es la misma canción cantada por Astral no mina-san en los episodios doce y veinte uno.  
- Datos: Q2308684